# Kate Taylor (Fußballspielerin)
Kate Maria Taylor (* 21. Oktober 2003 in Christchurch) ist eine neuseeländische Fußballspielerin.

## Karriere

### Verein
Im Oktober 2021 wechselte Taylor von Canterbury United Pride in die A-League zu Wellington Phoenix.

### Nationalmannschaft
Mit der neuseeländischen U20 nahm sie an der Weltmeisterschaft 2022 teil.
Ihr Debüt bei der A-Nationalmannschaft hatte sie am 25. Juni 2022 bei einer 0:2-Freundschaftsspielniederlage gegen Norwegen. Hier wurde sie zur zweiten Halbzeit für Rebekah Stott eingewechselt. Danach folgten in diesem sowie im folgenden Jahr noch einige Einsätze bei Freundschaftsspielen.
Am 30. Juni wurde sie zwar nicht für den neuseeländischen Kader der Weltmeisterschaft 2023 nominiert, jedoch als Trainingsmitspielerin der Mannschaft bei dem Turnier benannt.